# Félix Haffner
Pour les articles homonymes, voir Haffner.

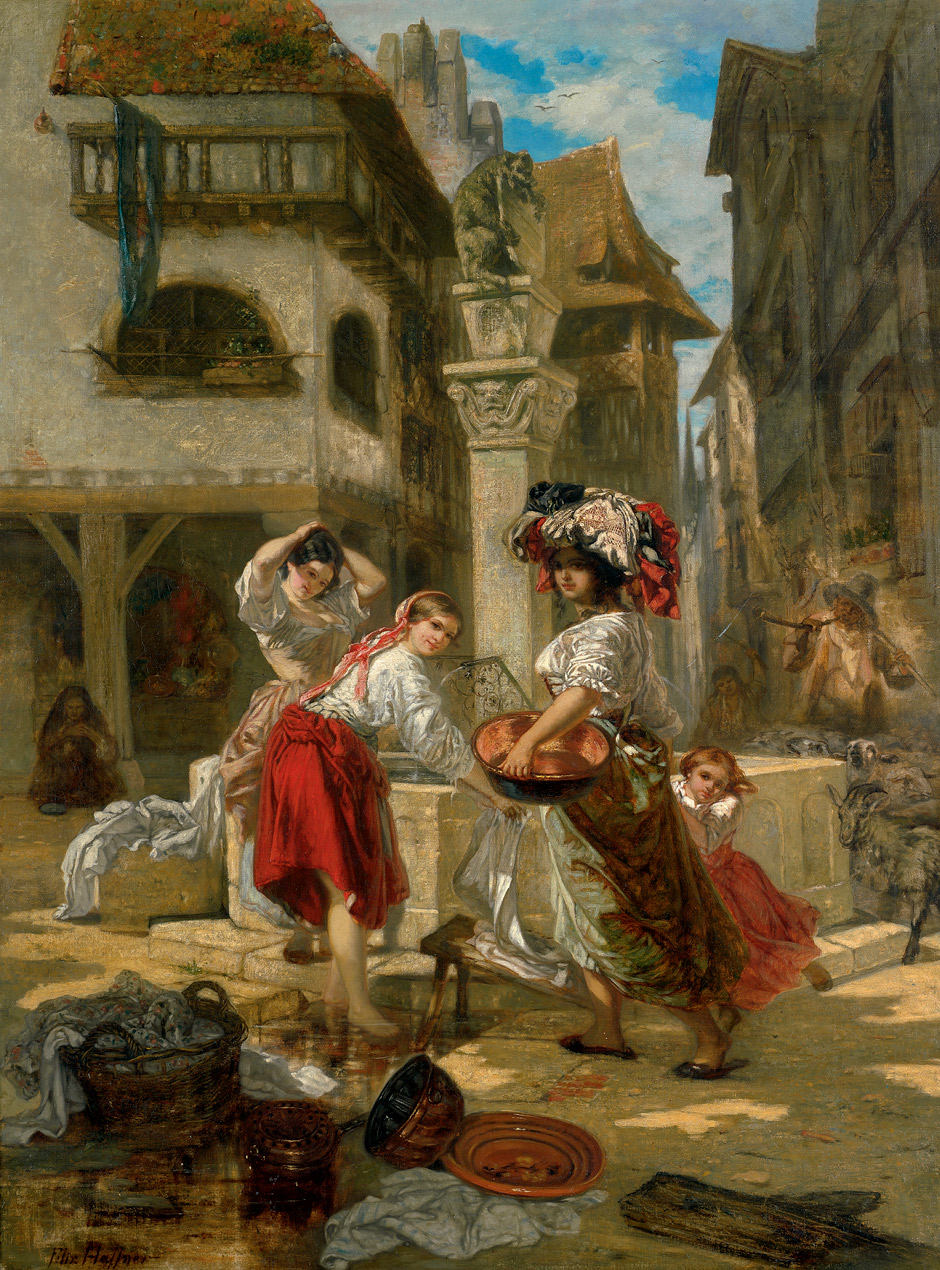
Félix Haffner, Drei Mädchen am Brunnen (1875), Berlin, Galerie Bassenge.

François Apollinaire Félix Haffner, né à Strasbourg le 30 mai 1818 et mort au Mesnil-Amelot le 14 janvier 1875, est un artiste peintre français.

## Biographie
Félix Haffner voyage en Allemagne puis en Espagne (1844). Peintre de portraits et de paysages, il participe à divers salons de 1844 à 1869 dont le Salon de 1857. Il est aussi l'auteur des peintures des plafonds des pièces d'apparat, des salons et de la salle à manger du château de Saulxures.
Baudelaire l'admire au Salon de 1845, mais est fortement déçu par lui l'année suivante. Les Goncourt commentent favorablement ses œuvres.
Adolphe-Auguste Seyboth écrit de lui : « malgré une année passée à Munich et un séjour prolongé à Paris, ne fut l'élève d'aucun maître ; toutes ses œuvres ont un caractère original et personnel et dénotent un coloriste de premier ordre… ».
Quelques-unes de ses toiles sont conservées à Colmar au musée d'Unterlinden.

## Œuvres
- Pluie et Beau Temps
- Le Ramassage du tabac
- La Halte, 1840
- Intérieur de ferme dans les Landes, 1846
- Rue à Fontarabie, 1846
- Pommiers en Alsace, 1848
- Femme à la fontaine ou Fontaine à Obernay, 1852[6]
- Chalet en Forêt Noire, aquarelle
- Portrait d'homme, portrait de femme
- Trois Jeunes Filles à la fontaine, 1875, Berlin, Galerie Bassenge
- Le Coup double
- Le Marché de Sélestat
- La Halte des gitans, 1848, musée des beaux-arts de Valenciennes
- By the Well[7]